# درنل هر
درنل هر (انگلیسی: Dernell Every; ۱۸ اوت ۱۹۰۶ – ۱۱ سپتامبر ۱۹۹۴) ورزشکار شمشیربازی اهل ایالات متحده آمریکا بود.
وی در مسابقات کشوری و بین‌المللی در مجموع برندهٔ ۱ مدال برنز شده‌است.